# أندريه فونتين (صحفي)
أندريه فونتين (بالفرنسية: André Fontaine) هو صحفي ومؤرخ فرنسي، ولد في 30 مارس 1921 في باريس في فرنسا، وتوفي بنفس المكان في 17 مارس 2013.